# Exotica (Album)
Exotica ist ein Kompilationsalbum von Sun Ra. Die von 1956 bis 1968 entstandenen Aufnahmen erschienen am 4. Oktober bzw. 24. November 2017 als Dreifach-Langspielplatte bzw. als Doppel-Compact Disc auf dem Label Modern Harmonic.

## Hintergrund
In der Jazz-Community gilt Exotica-Musik, „der atmosphärische Soundtrack auf unzähligen Cocktailpartys in den amerikanischen Vorstädten der späten 1950er- und frühen 1960er-Jahre, vielleicht als das schuldigste aller schuldigen Vergnügen“, notierte Chris May. Exotica war im Nachhinein ein unbestreitbar [geografisch] nach außen gerichtetes Phänomen, ein Vorläufer der Weltmusikbewegung der späten 1970er- und frühen 1980er-Jahre.
John Szwed stellte in seiner Sun-Ra-Biografie Space is the Place (1997) den Kontext der Entwicklung von Sun Ras Stil in den späten 1950er Jahren dar, als die aufstrebende Legende in Chicago lebte, ein mittelgroßes Ensemble leitete (das bereits als „Arkestra“ bezeichnet wurde) und immer noch weitgehend in Subgenres arbeitete, die als „Jazz“ identifizierbar sind. Szweds Ausführungen über Sun Ras Beschäftigung mit Exotica bringen die afrofuturistische Ikone mit einer unwahrscheinlichen musikalischen Inspiration in Einklang:
Sun Ra „hörte die von Hollywood inspirierte Musik von Leuten wie David Rose, dessen üppige, massige Streicherarrangements in Erkennungsmelodien populärer Rundfunkprogramme zu hören war, oder die Exotik von Leuten wie Martin Denny, der Aufnahmen in Honolulu machte, begleitet von Tiergeräuschen, natürlicher akustischer Verzögerung und Nachhall, und insbesondere zu den Arrangements von Les Baxter, der führenden Figur in der Unterhaltungsmusik.“ Sun Ra hatte bereits Baxters Werke Perfume Set to Music (1946) und Music Out of the Moon (1947) gehört. Baxter feierte in seinen Plattenproduktionen die Azteken (The Sacred Idol, 1959), Südasien (Ports of Pleasure, 1957), Afrika und den Nahen Osten (Tamboo!, 1955), außerdem die Karibik (Caribbean Moonlight, 1956). Er griff dabei in der Regel auf lateinamerikanische Rhythmen, ebenso wie bei seinen beiden Big-Band-Platten African Jazz (1958) und Jungle Jazz (1959). Obwohl spätere Generationen diese Musik eher als Gebrauchsmusik verstanden, war dies für Sun Ra „eine Musik voller Fantasie und Suggestion. Sein Genie war es, als Rohmaterial zu nehmen, was andere in den 1950er-Jahren als „Easy Listening“ betrachteten, und es in das zu verwandeln, was in den späten 1960er-Jahren von einigen als „Dritte-Welt-Musik“ und von anderen als „Uneasy Listening Music“ wahrgenommen wurde.“
Die Kompilation Exotica enthält 25 Titel, die alle bis auf einen zwischen 1957 und 1963 aufgenommen wurden, dem „goldenen Zeitalter“ der Exotica-Musik. Einige wenige sind relativ bekannt, wie „Ancient Aiethiopia“ und „New Horizons“ von den allseits gefeierten Saturn-Alben Jazz in Silhouette (1959) und We Travel the Spaceways (1967). Andere sind vielleicht weniger bekannt und stammen von den Alben Super-Sonic Jazz („Portrait of the Living Sky“, „India“), When Sun Comes Out („Brazilian Sun“), Fate in a Pleasant Mood, Angels and Demons at Play (1965), The Nubians of Plutonia („Tiny Pyramids“, „The Lady with the Golden Stockings“), Visits Planet Earth („Planet Earth“) und Space Probe (1974), die alle ursprünglich beim Eigenlabel Saturn veröffentlicht wurden, außerdem Stücke von The Futuristic Sounds of Sun Ra („Friendly Galaxy“) und Sound of Joy („Overtones of China“). Des Weiteren enthält die Kompilation sechs bisher unveröffentlichte Tracks, „Cha Cha in Outer Space“, „Lights on a Satellite“, „Somewhere in Space“, „Spontaneous Simplicity“ und „Space Mates“.
Die Liner Notes enthalten Beiträge der Sun-Ra-Forscher Chris Trent und Peter Dennett, den Co-Autoren und Herausgeber der Sun-Ra-Studie Omniverse Sun Ra (Art Yard, 2015).

## Titelliste
- Sun Ra: Exotica (Modern Harmonic MHCD-0)[3]

1. Kingdom of Thunder 3:50
2. Space Mates 4:43
3. Star Bright 2:25
4. The Nile, Part 1 4:48
5. Eve 5:50
6. Tiny Pyramids 3:38
7. The Lady with the Golden Stockings 7:42
8. Paradise 4:27
9. New Horizons 3:02
10. Portrait of the Living Sky 1:48
11. India 4:48
12. Ancient Aiethopia 9:14
13. Planet Earth 4:55
14. April In Paris (Yip Harburg, Vernon Duke) 3:55
15. Island in the Sun 10:21
16. Africa 5:05
17. Friendly Galaxy 4:51
18. Interstellar Low Ways 8:24
19. The Conversion of J.P. 7:00
20. Cha-Cha in Outer Space 4:36
21. Brazilian Sun 3:56
22. Lights on a Satellite 3:38
23. Somewhere in Space 6:13
24. Spontaneous Simplicity 3:01
25. Overtones of China 4:18

Wenn nicht anders vermerkt, stammen die Kompositionen von Sun Ra.

## Rezeption
Nach Ansicht von Chris May, der das Album in All About Jazz rezensierte, sind die in den späten 2010er-Jahren erschienenen Kompilationen Sun Ra Plays Gershwin (Enterplanetary, 2017) und Exotica einschmeichelnde Schönheiten, die Sun Ras kompromisslose Liebe zu einer guten Melodie zeigen würden. Hörer, die erfrischend atonales von Ra bevorzugen, müssten sich woanders umsehen. Ras Exkursionen in das, was man „Exotica“ nennen könnte, unterscheide sich in Wahrheit nicht sehr von denen, die die führenden Komponisten und Bandleader des eher geradlinigen Exotica-Stils, Martin Denny und Les Baxter, unternahmen. Es gebe zwar mehr Improvisation in Ras Streifzügen und die Fremdartigkeit werde ein oder zwei Stufen höher gewählt, aber die Devise laute: starke Melodien, reichhaltige Texturen und eine oft auf wilde Art einfallsreiche Instrumentierung.
Die sinnlichen Traumlandschaften des Mainstream-Exotica-Stils unterstrichen den bürgerlichen Nachkriegsoptimismus und lieferten „Rhapsodien für die Moderne der Mitte des Jahrhunderts“, schrieb Irwin Chusid in den Liner Notes. Als Afroamerikaner habe Ra die Verzweiflung der Unterschicht gekannt und Kunst geschaffen, die nicht weniger eskapistisch war. Dass Ra in Exotica-Kreisen nicht allzu groß gefeiert wurde, sei durchaus verständlich; er hat nie eine reine Exotica-Platte aufgenommen. Solche Tracks habe er stets auf seinen LPs neben Space Jazz, Post-Bop, elektronischen Trips und Klangexperimenten gestellt. Ein weiterer Grund liege darin, dass die am meisten gefeierten Exotica-LPs immer „sauber“ klangen, denn die Labels und Produzenten hätten nach technischer Perfektion gestrebt. Ras Katalog – ja sein Stil – voller falscher Töne, gleichgültiger Mixe, Ad-hoc-Mikrofonplatzierung, schlecht gestimmter Instrumentierung, Verzerrungen und nachlässiger Akustik war alles andere; bei Sun Ra sei alles „perfekt fehlerhaft“. Aber wo es an klanglicher Reinheit mangle, biete sich etwas Erfreulicheres, nämlich Seele.